# Super Famicom Wars
Super Famicom Wars (スーパーファミコンウォーズ, Sūpā Famikon Wōzu) foi lançado pela Nintendo no dia 1 de maio de 1998 para o Super Famicom consola/e. O sucessor de Famicom Wars, tem mais mapas e gráficos e sons melhores. Adicionou batalhas para quatro jogadores, mais COs, neblina de guerra, e outros recursos.